# Norgesmesterskapet 1914
La Norgesmesterskapet 1914 di calcio fu la 13ª edizione del torneo. Terminò l'11 ottobre 1914, con la vittoria del Frigg sul Gjøvik-Lyn per 4-2. Fu il primo titolo nella storia del club.

## Risultati

### Primo turno
| Squadra 1  | Risultato | Squadra 2  |
| ---------- | --------- | ---------- |
| Grane      | 0 – 17    | Drafn      |
| Gjøvik-Lyn | 9 – 0     | Lillestrøm |

- Le altre squadre ricevettero una wild card.

### Secondo turno
| Squadra 1   | Risultato | Squadra 2   |
| ----------- | --------- | ----------- |
| Drafn       | 3 – 1     | Larvik Turn |
| Freidig     | 0 – 7     | Frigg       |
| Kvik Halden | 0 – 1     | Gjøvik-Lyn  |
| Stavanger   | 8 – 1     | Brann       |

### Semifinali
| Squadra 1 | Risultato | Squadra 2  |
| --------- | --------- | ---------- |
| Drafn     | 0 – 1     | Gjøvik-Lyn |
| Frigg     | 5 – 1     | Stavanger  |

### Finale
| Arbitro: | Eie |

|                                          |           |                           |
| Trædal 36’, 50’ Hansen 51’ Rasmussen 55’ | Marcatori | 10’ Grønnerud 30’ Grimsby |

#### Formazioni
| Frigg (2-3-5) |  |                    |
|               |  |                    |
| POR           |  | Arne Wendelborg    |
| DIF           |  | Yngvar Kopsland    |
| DIF           |  | Thorleif Limseth   |
| CEN           |  | Thorbjørn Damgaard |
| CEN           |  | Sigurd Rasmussen   |
| CEN           |  | Ragnvald Smedvik   |
| ATT           |  | Einar Hansen       |
| ATT           |  | David Andersen     |
| ATT           |  | Torkel Trædal      |
| ATT           |  | Rolf Nestor        |
| ATT           |  | Trygve Smith       |

| Gjøvik-Lyn (2-3-5) |  |                 |
|                    |  |                 |
| POR                |  | Haug            |
| DIF                |  | Jørgen Bredesen |
| DIF                |  | Hans Bjørn      |
| CEN                |  | Martin Bredesen |
| CEN                |  | Einar Grønnerud |
| CEN                |  | Harald Mohn     |
| ATT                |  | Martin Grimsby  |
| ATT                |  | Ellef Mohn      |
| ATT                |  | Ole Grimsby     |
| ATT                |  | Hans Lingjerde  |
| ATT                |  | Martin Olsen    |